# Гіалекта стовбурова
Гіалекта стовбурова (Gyalecta truncigena) — неморальний диз'юнктивний лишайник роду гіалекта (Gyalecta).

## Будова
Рівне матове тіло дуже тонке у вигляді маленьких плям, забарвлених інакше, ніж субстрат, світло-сіро-зеленуватого кольору, білувате чи зовсім непомітне. Розмножується статевим шляхом за допомогою довгастих або яйцеподібних муральних спор.

## Поширення та середовище існування
Спорадично в Європі (від Скандинавії, Британських островів та Піренейського півострова до Чехії, Польщі, Словаччини, України, Угорщини). В Україні — на Закарпатті. Росте у гірських лісах на корі старих листяних порід.

## Природоохоронний статус
Включений до третього видання Червоної книги України (2009 р.).